# Portret młodzieńca

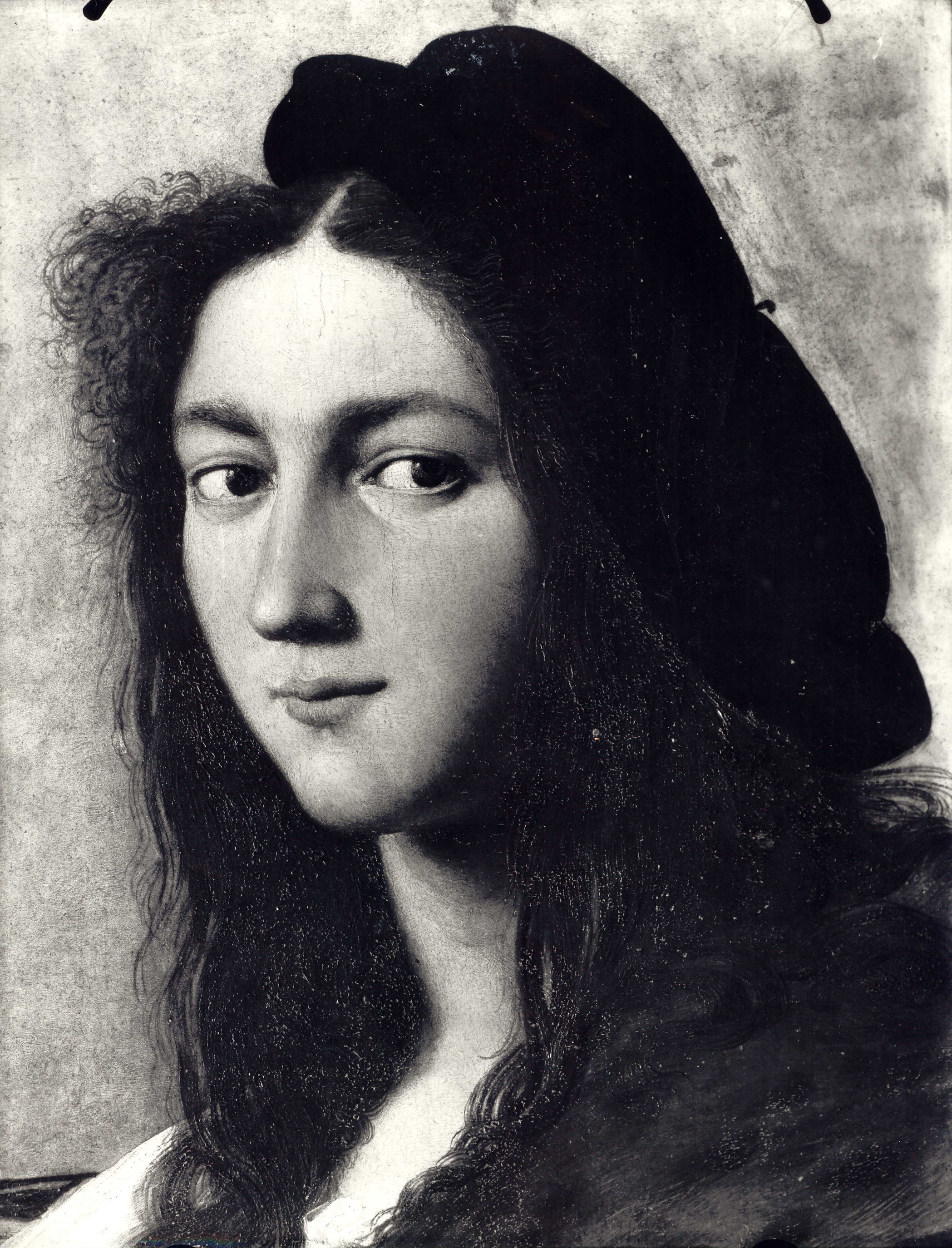
Portret młodzieńca (fragment)

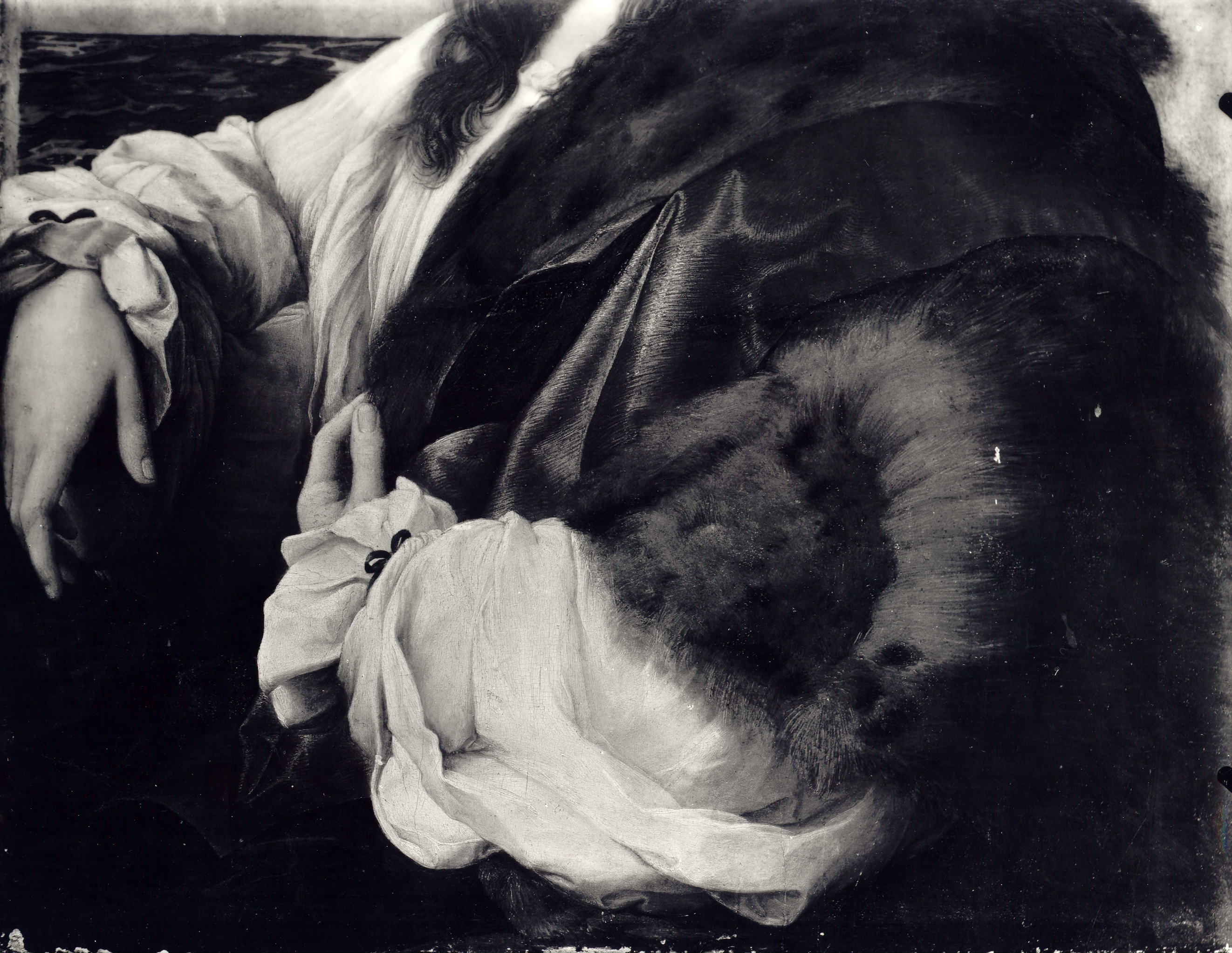
Portret młodzieńca (fragment)

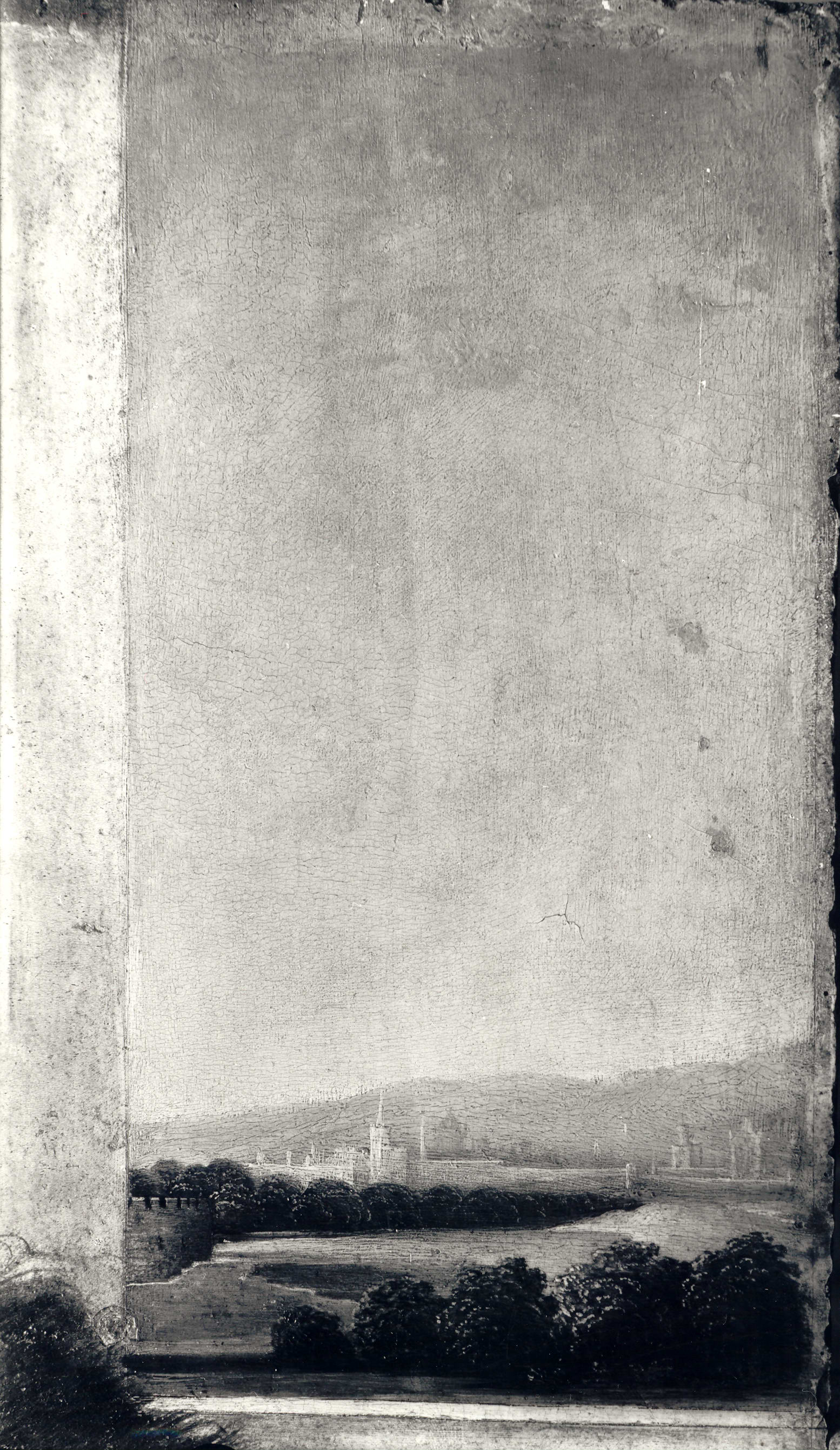
Portret młodzieńca (fragment)

Portret młodzieńca – obraz na desce namalowany ok. 1511 przez Rafaela Santi (choć przypisuje się go czasem także innym malarzom). Nie jest sygnowany.
W pierwszych latach XIX wieku został zakupiony przez rodzinę Czartoryskich i wszedł w skład ich zbiorów, a następnie znajdował się w Muzeum Czartoryskich w Krakowie. Zaginiony w 1945, do dziś nie został odnaleziony (nie wiadomo, czy został zniszczony, czy ocalał i znajduje się ukryty w prywatnej kolekcji). Był najcenniejszym dziełem z polskich muzeów, które zaginęło w czasie II wojny światowej. Znany jest z wykonanych przed wojną fotografii czarno-białych i kolorowych.
Wygląd obrazu jest znany dzięki fotografiom wykonanym tuż przed I wojną światową przez A. Pawlikowskiego, w 1930 roku przez Stanisława Muchę oraz w 1934 roku przez kuratora zbiorów Czartoryskich Stefana Komornickiego.

## Opis
Na obrazie został uwieczniony długowłosy mężczyzna o nieco kobiecym typie urody. Jest on ukazany w pozie en trois quarts. Siedzi we wnętrzu budynku, przy stole przykrytym wzorzystym dywanem. Za młodzieńcem znajduje się z lewej strony gładka beżowa ściana, a z prawej prostokątne okno. Lekko się uśmiecha. Na głowie ma czarny beret, futro przykrywa białą koszulę. Lewa dłoń, znajdująca się przy sercu, podtrzymuje futrzany płaszcz, podbity niebieskim materiałem. Prawy łokieć opiera o stół. Włosy mężczyzny są koloru kasztanowego. Portretowany uchodzi za osobę światową, pewną swojego wyglądu i pozycji. Wzrok kieruje bezpośrednio w stronę widza. Za nim we wnętrzu okna rozprzestrzenia się rozległy pejzaż.
Pejzaż ukazany za oknem składa się z zielonych drzew, krzewów, baszt, murów obronnych, białego kościoła, budynków i zamglonych gór.

## Historia
Giorgio Vasari podaje, że obraz powstał dla Binda Altovitiego. Obraz początkowo należał do ucznia Rafaela Giulia Romana, następnie trafił do zbiorów księcia Mantui Fryderyka II Gonzagi. Pod koniec XVIII wieku nowym właściciel obrazu została rodzina Giustinianich z Wenecji. W niektórych źródłach z XVII wieku obraz był opisywany nie jako dzieło Rafaela, a jego portret. Ok. roku 1800, 1801 lub na początku XIX wieku portret odkupili Adam Jerzy i Konstanty Czartoryscy. Zdaniem Józefa Grabskiego Adam Jerzy Czartoryski mógł kupić obraz w 1801 roku, gdy wraz z Konstantym Czartoryskim podróżowali po Europie. Późniejsza data wydaje się Grabskiemu mało prawdopodobna, gdyż wówczas Adam Jerzy Czartoryski sprawował funkcję ministra spraw zagranicznych cara, co ograniczało mu możliwość podróżowania po Europie, zaś ewentualne podróże byłyby odnotowane.
Izabela Czartoryska, matka Adama Jerzego i Konstantego, wystawiła obraz w swoim prywatnym muzeum w Puławach, w Domu Gotyckim. Po upadku powstania listopadowego Adam Jerzy Czartoryski zabrał obraz do Paryża. W 1848 roku Czartoryski wysłał dzieło do Londynu, w celu jego sprzedania za 15 tys. franków. Niesprzedany obraz wrócił trzy lata później do Paryża.
W latach 70. XIX wieku syn Adama Jerzego, książę Władysław Czartoryski, sprowadził obraz Rafaela wraz z resztą kolekcji do Krakowa. W 1876 otwarte zostało w Krakowie Muzeum Czartoryskich, prezentujące zbiory rodziny, jednak Portret został tam wystawiony dopiero w latach 80. XIX. To właśnie w Muzeum Czartoryskich Portret i Dama z łasiczką po raz pierwszy zawisły obok siebie. 
Na czas I wojny światowej obraz Rafaela i inne obiekty zostały wysłane do Gemäldegalerie w Dreźnie, która eksponowała je w Wallpavillon. Po zakończeniu wojny dyrekcja muzeum w Dreźnie (a jego dyrektorem był wówczas Hans Posse) zwlekała ze zwrotem dzieł i do Krakowa wróciły one dopiero w 1920 roku. Hans Posse, już jako specjalny delegat Hitlera zaangażowany w tworzenie wielkiego muzeum ze zrabowanych dzieł, w 1939 przybył do Polski. 14 grudnia 1939 pisał w sprawozdaniu do Martina Bormanna: W Krakowie i Warszawie miałem możność przejrzeć nie tylko zbiory prywatne i publiczne, ale także zbiory będące własnością kościelną. Potwierdza się, że oprócz znanych nam już w Niemczech dzieł pierwszej jakości (np. ołtarz Wita Stwosza i obrazy na drzewie Hansa Kulmbacha z kościoła Mariackiego w Krakowie, obrazy Rafaela, Leonarda da Vinci i Rembrandta ze zbiorów Czartoryskich oraz kilka dzieł z Muzeum Narodowego w Warszawie) nie ma tu zbyt wiele, co by wzbogaciło niemieckie zasoby wielkiej sztuki.
W 1939 trzy najcenniejsze obrazy z kolekcji Czartoryskich zostały spakowane do skrzyni, oznaczonej literami LRR (Leonardo, Rembrandt, Rafael) i ukryte w Sieniawie. Tam jednak zbiory Czartoryskich odnaleźli Niemcy i na polecenie Kajetana Mühlmanna, realizującego rozkazy Hermanna Göringa, wysłane do Rzeszy. Przez krótki czas Portret znajdował się w Kaiser-Friedrich-Museum w Berlinie, ale docelowo miał stanowić część ekspozycji planowanego Muzeum Hitlera w Linzu. W wyniku nieznanych bliżej okoliczności – być może jako podarek Hitlera – obraz trafił w ręce Hansa Franka i przez pozostały czas wojny prawdopodobnie znajdował się w jego rezydencji na Wawelu. Uciekając z Krakowa przed ofensywą radziecką Frank polecił wywieźć dzieła do Niemiec. Jego pełnomocnik do spraw sztuki, Wilhelm Palezieux, miał rzekomo pomylić Portret młodzieńca z innym dziełem, co w efekcie doprowadziło do jego zaginięcia. Po wojnie obrazu nie odnaleziono i nie wiadomo, co się z nim stało. Pojawiające się informacje o możliwym istnieniu obrazu w jednej z zagranicznych kolekcji nie zostały nigdy potwierdzone. 1 sierpnia 2012 roku prof. Wojciech Kowalski powiedział, że obraz nie został zniszczony i zostanie odzyskany. Informacje te zostały jednak później zdementowane.
W Muzeum Czartoryskich, koło Damy z łasiczką, wisi pusta rama po Portrecie młodzieńca z jego fotograficzną reprodukcją. Umowa o przejęciu przez Skarb Państwa kolekcji Czartoryskich podpisana w grudniu 2016 obejmuje także ewentualne roszczenia związane z możliwym odzyskaniem w przyszłości ok. 840 dzieł sztuki uznawanych za zaginione, w tym także Portretu młodzieńca.

## Autorstwo
Obraz powszechnie przypisuje się Rafaelowi. Faktycznie jednak nie ma takiej pewności. Zdaniem Józefa Grabskiego obraz nie jest autorstwa Rafaela. Świadczyć o tym ma sposób namalowania pejzażu (uproszczony i syntetyczny), zastosowanie elementów znanych z malarstwa północnoeuropejskiego oraz sposób potraktowania tła. Grabski uznał, że obraz mógł powstać po śmierci Rafaela w 1520 roku. Autorami obrazu mogli być Sebastiano del Piombo, Parmigianino lub Giulio Romano. Grabski zaznacza, że Czartoryscy kupili obraz oferowany jako un ritratto di Raffaello, co może oznaczać zarówno portret namalowany przez Rafaela jak i portret przedstawiający tego malarza.
Czartoryscy nabyli dzieło jako autoportret Rafaela i za taki uważała go Izabela Czartoryska. Pisała: Portret Rafaela będący w Gabinecie Domu Gotyckiego łączy w sobie dwie drogie pamiątki: podobieństwo twarzy tak sławnego człowieka i zapewnieniem, że te rysy jego własnej są ręki [...] Ta droga pamiątka [...] łączy do rzadkiej piękności pamięć sławnego człowieka, który choć miał wielu godnych następców żaden mu jednak nie wyrównał w doskonałości. Podobnie sądził David Passavant, jeden z pierwszych historyków sztuki, który wypowiadał się na temat obrazu. Część XIX-wiecznych badaczy zgodziła się z atrybucją obrazu Rafaelowi (np. Wilhelm von Bode), jednak inni uznali je za dzieło uczniów Rafaela (Rafael mógł być autorem ogólnej kompozycji i szkiców). François Anatole Gruyer w 1881 Portret atrybuował współpracownikowi Rafaela, Gianfrancesco Penniemu (Il Fattore) i uznał za portret Francesca Marii della Rovere. S. H. Fraser za autora uznał Jacopa Palmę Vecchia. Dzieło przypisywane było także Parmigianinowi i Sebastiano del Piombo. Dwóch badaczy, Ernst von Liphardt i Henryk Ochenkowski, na początku XX wieku uznali Portret za wizerunek Federiga Gonzagi. Oscar Fischel przypuszczał nawet, że osoba ukazana na obrazie to kobieta. 
W katalogu zbiorów Muzeum Czartoryskich, wydanym w 1914, Henryk Ochenkowski Portret młodzieńca uznał za dzieło Rafaela. Odtąd autorzy kwestionujący autorstwo Rafaela byli w mniejszości. Jednym z nich jest Józef Grabski, który za autora uważa malarza działającego w latach 20. XVI wieku, zapewne ucznia lub naśladowcę Sebastiano del Piombo i Parmigianina. Według Grabskiego jest to idealizowany wizerunek Rafaela, zamówiony po jego śmierci przez którąś z bogatych rodzin włoskich. Janusz Wałek wysunął przypuszczenie, że dzieło to jest wizerunkiem idealnym, a nie portretem konkretnej osoby.